# 木島由利香
木島 由利香（きしま ゆりか、1985年〈昭和60年〉7月27日 - ）は、奈良県大和郡山市出身の気象予報士および防災士で、ウェザーニューズの契約キャスター。

## 略歴・人物
奈良県大和郡山市出身。立命館大学卒業。
愛称は“きっしー”（片仮名で“キッシー”と表記されることもある）。
大学生の時にウェザーニューズに興味を持つ。どうしたら入社できるのか考えていた折に、キャスターオーディションの存在を知り受験する。
2010年4月5日、『SOLiVE モーニング』でデビュー。
2015年1月25日に行われた第43回気象予報士試験に合格したことを、3月24日深夜に本人がTwitterで公表。
2016年2月26日、『SOLiVE イブニング』の出演をもってSOLiVEキャスターを卒業した。6月21日、読売テレビの情報番組『朝生ワイド す・またん!』に、ウェザーニューズ所属の気象予報士として初出演。関東から元々の地元である関西へ拠点を移すこととなる。12月30日、自身のTwitterで結婚したことを公表した。
2017年11月26日に行われた大阪マラソンに参加し、5時間34分14秒のタイムで完走した。この当日は事前に中谷しのぶが担当する（「ten.」代表）と自身が担当する（「す・またん!」代表）とでどちらが先にゴールするかを番組対抗での勝敗を賭け、負けた側に「罰ゲーム」を課すというルールに両者が同意及び「誓約書」にサインするというガチ対決となった。勝敗は自身に軍配が上がり、負けた中谷にはその後2017年12月6日のお天気コーナーにて公約を実行した。もし木島が負けていたら、辛坊治郎・森たけしに「なまこ」を採ってくるという罰ルールであったが、当の本人達には「グアムに行ける」という前向き志向であった為、木島はそれに対して憤りを露わにしたと語っている。その後、同年12月21日の『す・またん!』番組内で勝利した御褒美として同じく本大会へ共に参加した上司の菅光義と温泉旅行を敢行した。
2018年2月20日の出演を最後にしばらく出演していなかったが、4月30日に約2か月ぶりに出演。懐妊を発表した。その後7月31日の出演を以て産休に入り（後任は丸田絵里子が務める）、第1子を出産。
2021年1月に第2子を出産。
2022年4月に約4年の休業から復職した。

## 出演
現在
- かんさい情報ネットten.（2022年7月28日・29日、8月11日・18日、読売テレビ）※蓬莱大介の休暇による代役。
- ウェークアップ（2022年8月13日、読売テレビ）※蓬莱大介の休暇による代役。
- 情報ライブ ミヤネ屋（2023年3月16日 - ）※奈良岡希実子の産前産後休業入りにより、後任として登板。

過去
- 朝生ワイド す・またん!（2016年6月21日から2018年7月31日、読売テレビ）
- 情報ライブ ミヤネ屋（2017年8月15日、読売テレビ）
- おは天近畿版（2007年1月から2007年4月）
- ニュース930（2008年4月から2010年4月2日、tvk）
- tvk NEWSハーバー（2008年7月から2010年4月2日、tvk）
- SOLiVE24（2010年4月から2016年2月）
  - ナイト（2012年1月9日から2016年2月8日）※2012年9月23日までは、主に日-木曜に出演。
  - モーニング（2010年4月5日から2011年2月6日、SOLiVE24・tvk）
  - weathernews LiVE（2011年2月7日から2012年1月6日、SOLiVE24）単独進行の時も多かった。
  - ムーン（2011年10月21日から2016年2月23日）
  - イブニング（2012年6月10日から2016年2月26日）
  - サンセット（2012年9月24日から2016年2月25日）
  - コーヒータイム（2013年11月26日から2016年1月31日）
  - サンシャイン（2014年2月9日から12月19日）
  - アフタヌーン（2014年10月9日から2015年9月24日）

備考
- 2011年11月19日に、近畿エリア出身・tvkの番組出演経験の共通点を持つ山田泰葉と「SOLiVE サタデー」で初共演。
- 2011年12月22日の「ソラトモパーティー2011」では、石橋知博と共に進行役を担当。
- 2012年10月16日に、ツインリンクもてぎでSUPER GTの1つ「MOTEGI GT 250km Race」の様子を現地より生中継。